# Theta2 Crucis
Pour les autres étoiles nommées θ Crucis, voir Theta Crucis.
Désignations
Theta2 Crucis (θ2 Cru) est une étoile binaire spectroscopique de la constellation de la Croix du Sud. Cette paire d'étoiles accomplit une orbite en 3,428 0 jours ; elle possède une faible excentricité, voisine de 0. D'après la mesure de sa parallaxe annuelle par le satellite Gaia, le système est situé à environ ∼ 690 a.l. (∼ 212 pc) de la Terre.
Le système a une magnitude apparente combinée moyenne de +4,72. Puisqu'un des deux membres est une variable de type β Cephei, la magnitude n'est pas constante mais varie légèrement entre 4,70 et 4,74. La période de cette variabilité est de 0,088 9 jour. Le système est classé comme une étoile bleu-blanc de la séquence principale de type spectral B3V.